# Bentley Turbo R
La Bentley Turbo R est une berline de luxe à hautes performances construite à 7 230 exemplaires par Bentley Motors entre 1985 et 1997. Elle partage le châssis de la Mulsanne et avait hérité du moteur turbo de la Mulsanne Turbo, agrémenté d'un système d'injection Bosch MK-Motronic pour un couple accru. La suspension a également été améliorée, les pneus plus larges et elle est équipée de jantes en alliage d'aluminium, une première pour Bentley. Le magazine Motor Trend l'appela «la première Bentley à mériter ce nom depuis des décennies» lors de son essai de la voiture à son introduction aux États-Unis en 1989. Bentley la considère comme la voiture qui a relancé la marque auparavant éclipsée par son propriétaire Rolls-Royce.

## Histoire du design
Les changements apportés à la suspension, bien que subtils, transformèrent cette voiture très lourde en engin à hautes performances. Ainsi, l'importance des barres antiroulis fut augmentée de 60 % à l'avant et de 80 % à l'arrière, de nouveaux amortisseurs furent ajoutés, ainsi qu'une barre Panhard réduisant les mouvements de roulis.
La voiture était équipée d'une boîte de vitesses automatique General Motors Turbo-Hydramatic TH400 à trois rapports.
Rolls-Royce, alors propriétaire de Bentley, n'a jamais fourni d'informations officielles concernant le couple et la puissance, déclarant selon son habitude que cette dernière était «suffisante». Les estimations varient selon les sources, allant de 296 à 320 ou 360 chevaux à 4 200 tr/min, pour un couple de 660 à 750 Nm à 2 000 tr/min.
En 1995, Bentley mit en production une nouvelle génération de la Turbo R, dotée d'une injection Zytec et d'une boîte automatique à 4 rapports 4L80-E de General Motors.
La production fut répartie de la façon suivante :
- Première génération : 5 864 ex.
  - Empattement court : 4 653 ex.
  - Empattement long : 1 211 ex.
- Nouvelle génération: 1 366 ex.
  - Empattement court : 543 ex.
  - Empattement long : 823 ex.

Au niveau du prix, la Turbo R se situait au-dessus de la Mulsanne S et de la en:Rolls-Royce Silver Spirit, mais bien en dessous de la Rolls-Royce Silver Spur.

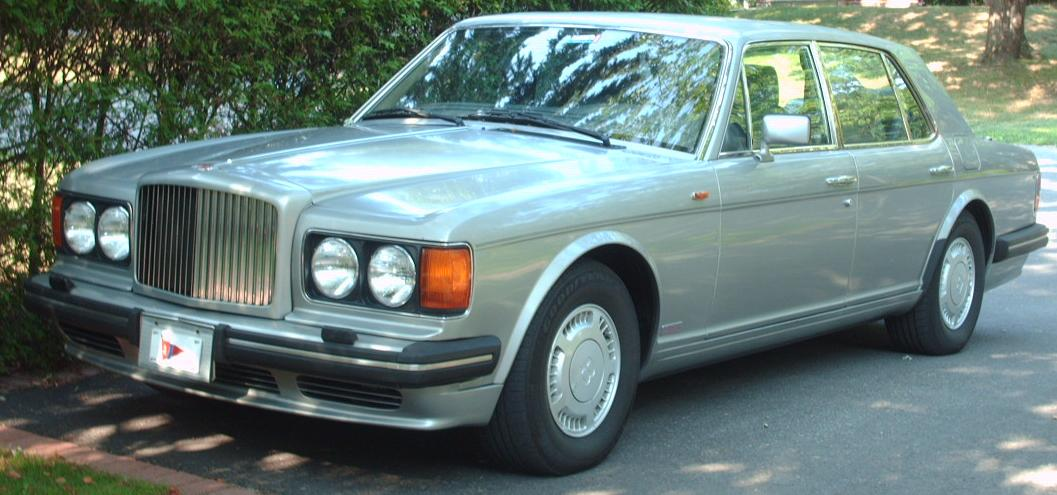
Turbo R d'avant restylage
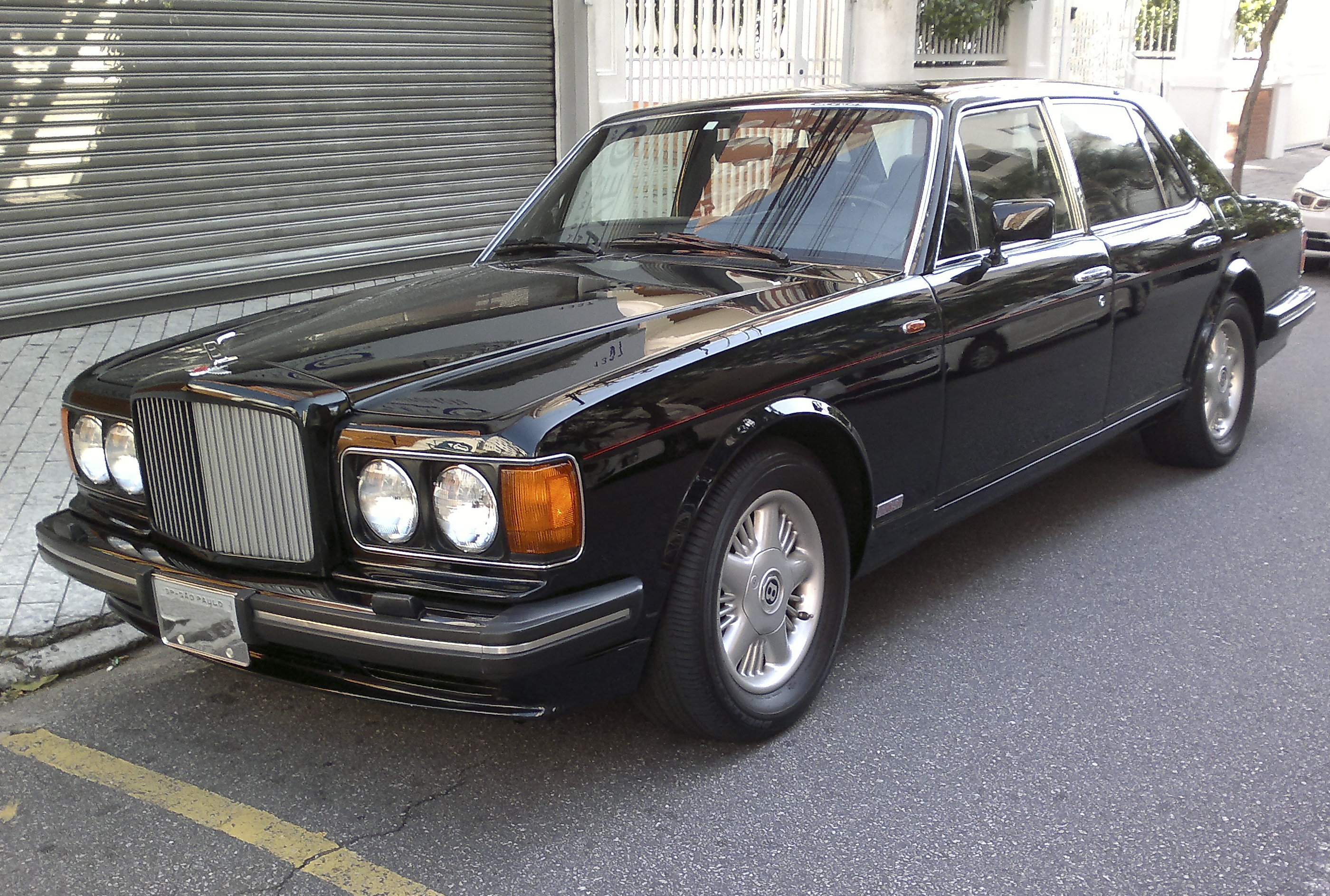
A Bentley Turbo R, Brésil
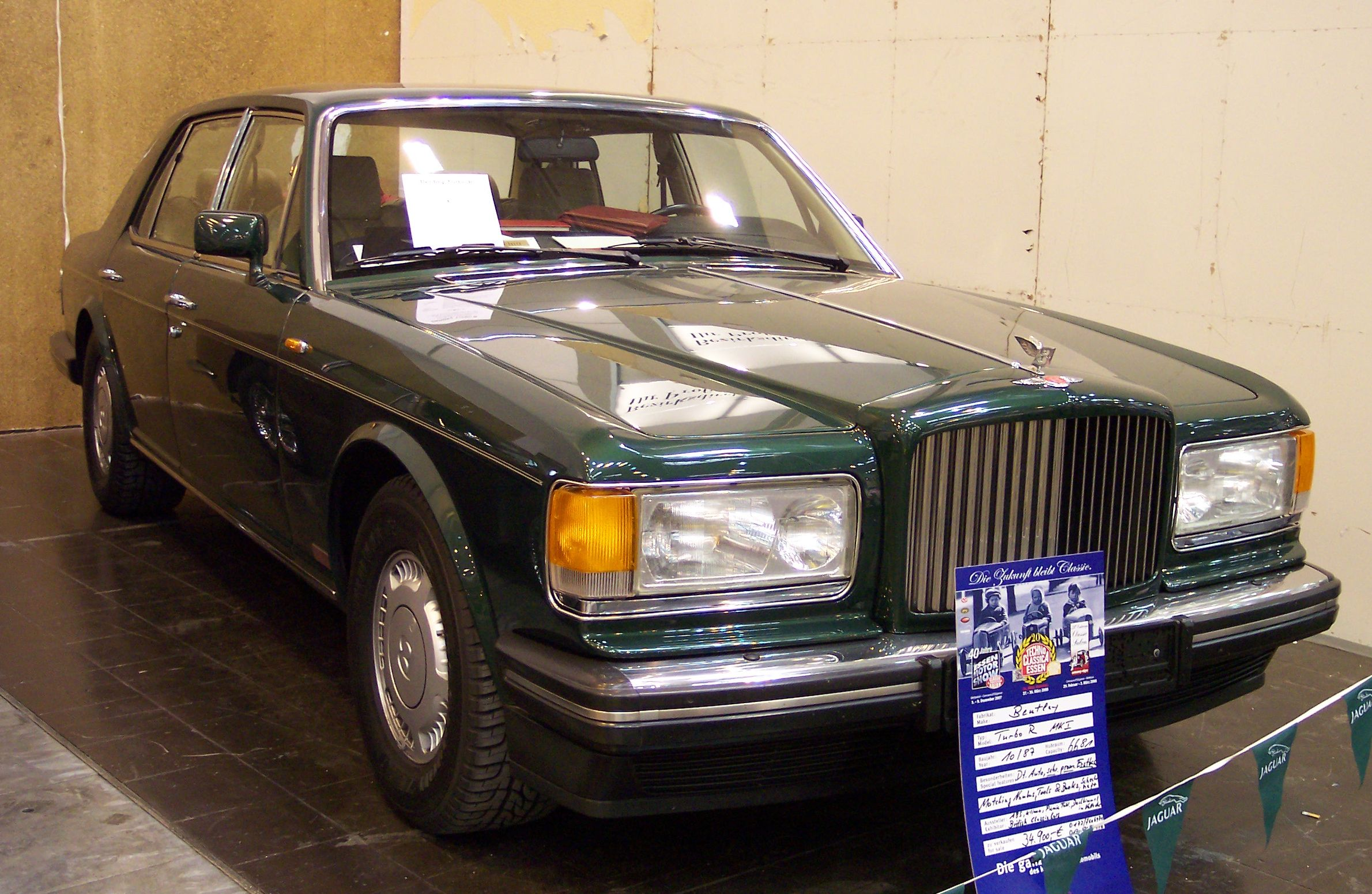
Turbo R de 1987
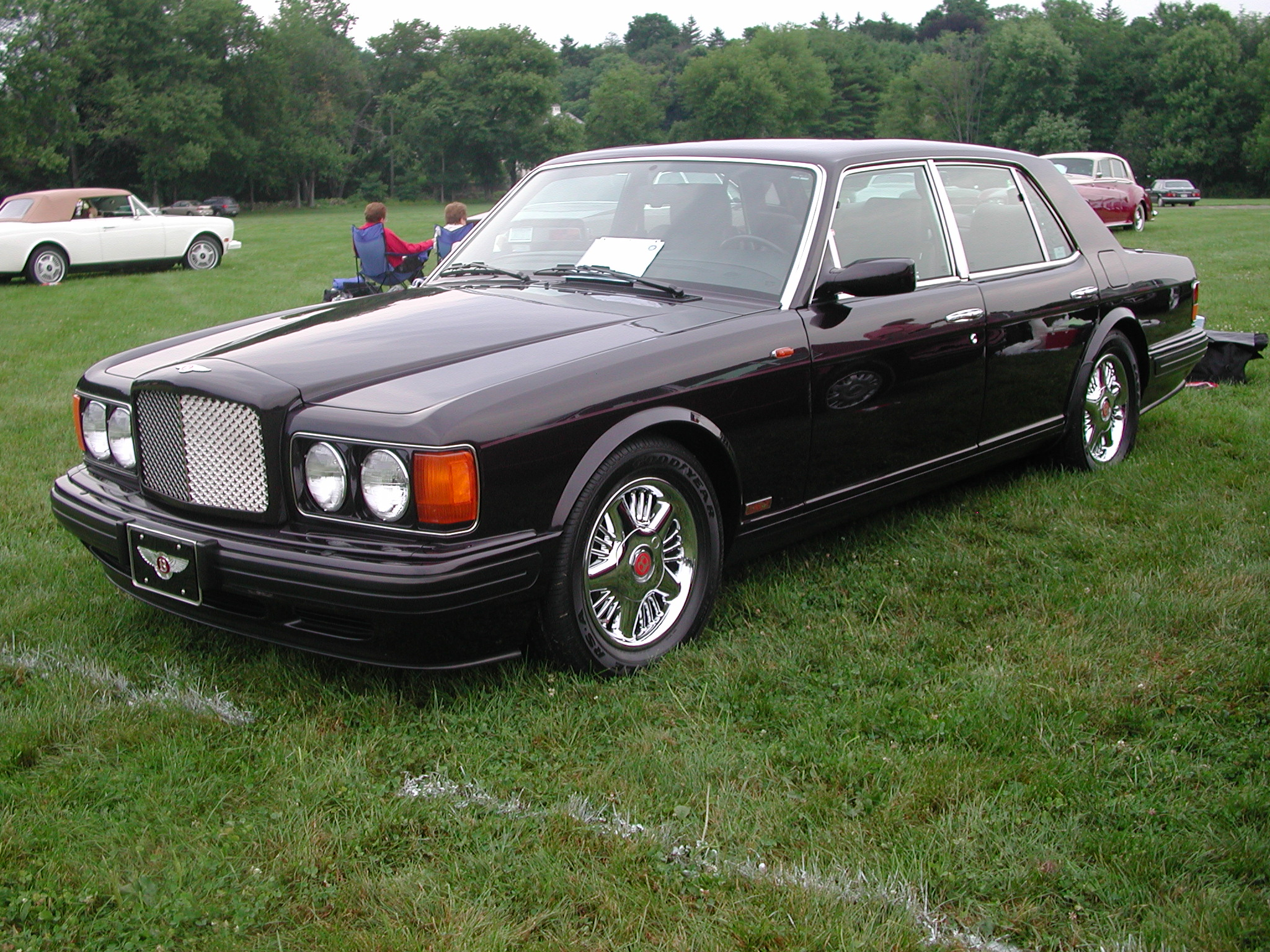
Turbo R de 1997